# Mexerion
 Mexerion  G.L.Nesom, 1990 è un genere di piante angiosperme dicotiledoni della famiglia delle Asteraceae (sottofamiglia Asteroideae, tribù Gnaphalieae e sottotribù Gnaphaliinae).

## Etimologia
Il nome scientifico del genere è stato definito dal botanico Guy L. Nesom (1945-) nella pubblicazione " Phytologia; Designed to Expedite Botanical Publication. New York" ( Phytologia 68(4): 249) del 1990.

## Descrizione
Portamento. Le specie di questo gruppo hanno un habitus di tipo erbaceo perenne rosulate e stolonifere. I cauli di queste piante sono provvisti del floema, ma non di canali resiniferi; mentre i sesquiterpeni lattoni sono normalmente assenti (piante senza lattice).
Fusto. La parte aerea in genere è eretta, semplice o ramosa. La parte sotterranea consiste in radici fibrose.
Foglie. Le foglie, sia basali che cauline, sono disposte in modo alternato e sono quasi sempre sessili (o sub-picciolate). La lamina è intera con forme generalmente da lanceolate a oblanceolate; i margini sono continui e piatti. Spesso la superficie è tomentosa o lanosa su entrambe le facce (raramente è glabra). Dimensione delle foglie: larghezza 2 – 7 mm; lunghezza 1 – 7 cm.
Infiorescenza. Le sinflorescenze sono composte da 2 - 25 capolini raccolti in formazioni spiciformi o a glomeruli. Le infiorescenze vere e proprie sono formate da un capolino terminale di tipo discoide. I capolini sono formati da un involucro, con forme da cilindriche a campanulate, composto da diverse brattee, al cui interno un ricettacolo fa da base ai fiori. Le brattee, a consistenza cartacea/cartilaginea e colorate di bruno, sono disposte in modo più o meno embricato su più serie e possono essere connate alla base (strati di stereoma indiviso);  talora possono avere un margine ialino. Il ricettacolo è nudo ossia senza pagliette a protezione della base dei fiori; la forma normalmente è piatta o conica. Dimensione dei capolini: 6 – 14 mm.
Fiori.  I fiori sono tetra-ciclici (formati cioè da 4 verticilli: calice – corolla – androceo – gineceo) e pentameri (calice e corolla formati da 5 elementi). Sono inoltre tubulosi, attinomorfi e si distinguono in:
- fiori del disco esterni (da 40 a 150 per capolino): sono femminili e filiformi;
- fiori del disco centrali (da 5 a 21 per capolino): sono funzionalmente maschili; le forme sono tubulari;

In questo gruppo di piante i fiori radiati (ligulati o del raggio) sono assenti; a volte sono confusi con i fiori femminili (tubulosi) del disco esterno più o meno sub-zigomorfi con un lembo piatto e possono essere interpretati come fiori del raggio.
- Formula fiorale:

*/x K {\displaystyle \infty }, [C (5), A (5)], G 2 (infero), achenio
- Calice: i sepali del calice sono ridotti ad una coroncina di squame.
- Corolla: la forma della corolla normalmente è tubolare con 5 lobi (raramente 4); i lobi hanno delle forme da lanceolate o deltate a lineari. I colori della corolla sono porpora.
- Androceo: l'androceo è formato da 5 stami sorretti da filamenti generalmente liberi; gli stami sono connati e formano un manicotto circondante lo stilo; le teche (produttrici del polline) sono prive di sperone, ma hanno la coda (una sola); le appendici apicali delle antere hanno delle forme piatte; il tessuto endoteciale (rivestimento interno dell'antera) è quasi sempre polarizzato (con due superfici distinte: una verso l'esterno e una verso l'interno). Il polline è di tipo echinato (con punte sporgenti) a forma sferica è formato inoltre da due strati di ectesine, mentre lo strato basale è spesso e regolarmente perforato (tipo “gnafaloide”).[6]
- Gineceo: l'ovario è infero uniloculare formato da 2 carpelli. Lo stilo (il recettore del polline) è intero o biforcato con due stigmi nella parte apicale. Gli stigmi hanno una forma allungata; possono essere ricoperti da minute papille o avere dei penicilli apicali o dorsali. Le superfici stigmatiche sono separate.[6]

Frutti. I frutti sono degli acheni con pappo. Gli acheni sono piccoli a forma oblunga o turbinata; la superficie può essere ricoperta di peli allungati doppi a forma clavata; il pericarpo può essere percorso longitudinalmente da alcuni fasci vascolari. Il pappo è formato da setole capillari barbate connate alla base in un anello.

## Biologia
Impollinazione: tramite insetti (impollinazione entomogama tramite farfalle diurne e notturne).

Riproduzione: la fecondazione avviene fondamentalmente tramite l'impollinazione dei fiori.

Dispersione: i semi cadono a terra e vengono dispersi soprattutto da insetti come formiche (disseminazione mirmecoria). Un altro tipo di dispersione è zoocoria: gli uncini delle brattee dell'involucro (se presenti) si agganciano ai peli degli animali di passaggio che portano così i semi anche su lunghe distanze. Inoltre per merito del pappo il vento può trasportare i semi anche per alcuni chilometri (disseminazione anemocora).

## Distribuzione e habitat
Le specie di questo genere sono distribuite in Messico.

## Tassonomia
La famiglia di appartenenza di questa voce (Asteraceae o Compositae, nomen conservandum) probabilmente originaria del Sud America, è la più numerosa del mondo vegetale, comprende oltre 23.000 specie distribuite su 1.535 generi, oppure 22.750 specie e 1.530 generi secondo altre fonti (una delle checklist più aggiornata elenca fino a 1.679 generi). La famiglia attualmente (2021) è divisa in 16 sottofamiglie; la sottofamiglia Asteroideae è una di queste e rappresenta l'evoluzione più recente di tutta la famiglia.

### Filogenesi
Il genere di questa voce è descritto nella tribù Gnaphalieae, una delle 21 tribù della sottofamiglia Asteroideae. Da un punto di vista filogenetico, la tribù Gnaphalieae fa parte del supergruppo (o sottofamiglia) "Asteroideae grade"; l'altro è il supergruppo "Non-Asteroideae" contenente il resto delle sottofamiglie delle Asteraceae. All'interno del supergruppo è vicina alle tribù Senecioneae, Calenduleae, Astereae e Anthemideae.
La sottotribù Gnaphaliinae è caratterizzata da portamenti di vario tipo con specie ginomonoiche e monoiche, da foglie con margini interi, da capolini disciformi omogami o eterogami e raramente radiati (o subradiati), dallo stilo con rami troncati e superfici stigmatiche separate apicalmente, da acheni glabri o con tricomi allungati e pappo ridotto.
Il genere  Mexerion appartiene al clade Flag, un gruppo informale monofiletico della sottotribù Gnaphaliinae che occupa una posizione più o meno "basale" e con il clade Australasian forma un "gruppo fratello". Il clade "FLAG" prende il nome dai suoi quattro generi più grandi: Filago, Leontopodium, Antennaria e Gamochaeta. In questo gruppo sono presenti specie dioiche (solo fiori femminili o solo fiori maschili) e piante a portamento cusciniforme. I capolini, in formazioni corimbose o spiciformi, possono essere sottesi da foglie bratteali. Il ricettacolo in alcuni casi è squamoso.
Il "Flag clade", da un punto di vista filogenetico, può essere suddiviso in due parti: il "Lucilia-group" basato sui tricomi degli acheni e il resto del clade (in posizione "basale") considerato "gruppo fratello" del primo. Nel "Lucilia-group" sono stati individuati 7 sottocladi ben supportati. Nelle analisi sono stati considerati alcuni caratteri dei tricomi degli acheni quali la globosità delle cellule basali, il portamento clavato e la lunghezza dei tricomi.
Il genere di questa voce appartiene al sottoclade "7" (in posizione "basale" del "Lucilia-group") caratterizzato dai tricomi clavati dell'achenio. Il clade comprende anche il genere Gnaphaliothamnus che insieme a  Mexerion forma un "gruppo fratello".
Il cladogramma seguente, tratto dallo studio citato e semplificato, mostra una possibile configurazione filogenetica di questo gruppo evidenziando il genere di questa voce.
|  | \| \| L1 - L2 \| \| \| \| \| \| L3 \| \| \| \| |
|  |                                                |
|  | L6                                             |
|  |                                                |
|  | L1 - L2                                        |
|  |                                                |
|  | L3                                             |
|  |                                                |

|  | L1 - L2 |
|  |         |
|  | L3      |
|  |         |

|  | \| \| L1 - L2 \| \| \| \| \| \| L3 \| \| \| \| |
|  |                                                |
|  | L6                                             |
|  |                                                |
|  | L1 - L2                                        |
|  |                                                |
|  | L3                                             |
|  |                                                |

|  | L1 - L2 |
|  |         |
|  | L3      |
|  |         |

|  | Gnaphaliothamnus |
|  |                  |
|  | Mexerion         |
|  |                  |

|  | \| \| L1 - L2 \| \| \| \| \| \| L3 \| \| \| \| |
|  |                                                |
|  | L6                                             |
|  |                                                |
|  | L1 - L2                                        |
|  |                                                |
|  | L3                                             |
|  |                                                |

|  | L1 - L2 |
|  |         |
|  | L3      |
|  |         |

|  | \| \| L1 - L2 \| \| \| \| \| \| L3 \| \| \| \| |
|  |                                                |
|  | L6                                             |
|  |                                                |
|  | L1 - L2                                        |
|  |                                                |
|  | L3                                             |
|  |                                                |

|  | L1 - L2 |
|  |         |
|  | L3      |
|  |         |

|  | Gnaphaliothamnus |
|  |                  |
|  | Mexerion         |
|  |                  |

|  | \| \| L1 - L2 \| \| \| \| \| \| L3 \| \| \| \| |
|  |                                                |
|  | L6                                             |
|  |                                                |
|  | L1 - L2                                        |
|  |                                                |
|  | L3                                             |
|  |                                                |

|  | L1 - L2 |
|  |         |
|  | L3      |
|  |         |

|  | \| \| L1 - L2 \| \| \| \| \| \| L3 \| \| \| \| |
|  |                                                |
|  | L6                                             |
|  |                                                |
|  | L1 - L2                                        |
|  |                                                |
|  | L3                                             |
|  |                                                |

|  | L1 - L2 |
|  |         |
|  | L3      |
|  |         |

|  | Gnaphaliothamnus |
|  |                  |
|  | Mexerion         |
|  |                  |

|  | \| \| L1 - L2 \| \| \| \| \| \| L3 \| \| \| \| |
|  |                                                |
|  | L6                                             |
|  |                                                |
|  | L1 - L2                                        |
|  |                                                |
|  | L3                                             |
|  |                                                |

|  | L1 - L2 |
|  |         |
|  | L3      |
|  |         |

|  | \| \| L1 - L2 \| \| \| \| \| \| L3 \| \| \| \| |
|  |                                                |
|  | L6                                             |
|  |                                                |
|  | L1 - L2                                        |
|  |                                                |
|  | L3                                             |
|  |                                                |

|  | L1 - L2 |
|  |         |
|  | L3      |
|  |         |

|  | Gnaphaliothamnus |
|  |                  |
|  | Mexerion         |
|  |                  |

I caratteri distintivi del genere  Mexerion sono:
- i margini delle foglie sono piatti;
- gli organi maschili e femminili sono mescolati insieme sullo stesso stelo.

### Elenco delle specie
Questo genere ha 2 specie:
- Mexerion mexicanum G.L.Nesom
- Mexerion sarmentosum  (Klatt) G.L.Nesom